# Lazarus
Lazarus (Lazar, Eleazarus, Lazarus Secretarius), (16. stoljeće) kartograf nepoznata imena.

## Život

### Životopis
Bio je osobni tajnik strigonskog kardinala Tome. Nakon toga živio je u Beču, gdje je surađivao s Collimitiusom, Stabiusom i Cuspinianusom.

### Djelovanje
Oko 1520. izradio je kartu Ugarske, koju je objavio Petar Apian (Belavić), profesor matematike u Ingolstadtu, 1528. To je temeljno kartografsko djelo iz prve polovice 16. st. Prema Markoviću (1993), za to je trebalo mnogo pripreme i Lazarus nije to sve mogao obaviti sam. Astronomsku i geodetsku osnovu karte dao je vjerojatno Stabius. Znatan udio u realizaciji imao je Collimitius. Kartu je rezao u drvo Petar Apian, koji je također bio bečki đak. Na karti su imena ispisana goticom. Ispod donjeg ruba nalazi se kraći geografski opis Ugarske na [latinski jezik|latinskom] i njemačkom jeziku. Karta je uokvirena na tada uobičajeni način, a stupanjska podjela označena je samo u donjem dijelu. Na karti je zabilježeno mnogo toponima. Samo na području Hrvatske više od 200. Simboli naselja su sitne vedute ili male kružnice. Važnija naselja označena su krupnije otisnutim slovima. Reljef je predočen grupiranim krtičnjacima različitih oblika i veličina. Najveći napredak na Lazarusovoj karti očituje se na prostoru savsko-dravskog međurječja. Ostali dijelovi Hrvatske predočeni su slabije, a najveći nedostaci vide se uzduž primorja. Karta je tiskana u vrlo malom broju primjeraka. Danas je poznata samo prema unikatnom primjerku koji se čuva u Nacionalnoj biblioteci u Budimpešti, a potječe iz znamenite kartografske zbirke grofa Šandora Apponyja. Talijanski renesansni kartografi brzo su shvatili vrijednost Lazarusove karte. Zato je 1553. objavljeno njezino drugo izdanje u Veneciji u nakladi J. A. Valvasora. Od toga drugog izdanja poznat je također samo jedan primjerak. Isto tako nalazi se u Nacionalnoj biblioteci u Budimpešti. Osim toga, postoji i jedna umanjena kopija Lazarusove karte koju je izradio P. Ligorio Napolitano, a tiskana je u Rimu 1559. Od austrijskih kartografa Lazarusovom kartom poslužio se Johann Sambucus. On je autor velike karte Ugarske na četiri lista, koja je kopirana prema Lazarusu. Faksimile svih tih karata Ugarske sastavljenih prema Lazarusovu predlošku objavio je L. Stegena 1982.

## Djela
- Tabula Hungariae ad quatour latera per Lazarum quondam Thomae Stigonien. 1528.